# Лён Юктон
Лён Юктон (кит. 梁玉堂; 1899, Британский Гонконг — 1978, Британский Гонконг) — южно-китайский футболист, игравший на позиции полузащитника. Выступал за команды «Саут Чайна» и «Чайнис», а также национальную сборную Китайской Республики. Шестикратный победитель футбольного турнира Дальневосточных игр.

## Карьера
Лён Юктон родился в Гонконге и окончил местный колледж Святого Павла. Он начинал играть в футбол во втором дивизионе чемпионата Гонконга. В 1915 году Юктон попал в состав сборной Китайской Республики на Дальневосточные игры. Сборная в основном была собрана из игроков клуба «Саут Чайна».
На турнире Юктон дебютировал 17 мая в матче против сборной Филиппин, выйдя в стартовом составе. Встреча завершилась победой его команды со счётом 1:0. Во втором и третьем матчах с филиппинцами была зафиксирована ничья, поэтому благодаря единственной победе Китайская Республика стала победителем соревнований. В 1916 году Лён стал игроком клуба «Саут Чайна», с котором в сезоне 1923/24 выиграл чемпионат Гонконга.
В августе 1923 года Юктон в качестве капитана отправился со сборной в турне по Австралии, которое продлилось три месяца. Лён был участником ещё на пяти Дальневосточных игр, на которых его команда неизменно побеждала на соревнованиях. В последний раз в составе сборной он сыграл 22 мая 1925 года против сборной Филиппин.

## Статистика за сборную
| Китайская Республика | Китайская Республика | Китайская Республика |
| Год                  | Матчи                | Голы                 |
| -------------------- | -------------------- | -------------------- |
| 1915                 | 3                    | 0                    |
| 1917                 | 1                    | 0                    |
| 1919                 | 3                    | 0                    |
| 1921                 | 1                    | 0                    |
| 1923                 | 2                    | 0                    |
| 1925                 | 2                    | 0                    |
| Итого                | 12                   | 0                    |

## Достижения
- Чемпион Гонконга (4): 1923/24[1], 1927/28, 1928/29, 1929/30
- Победитель Дальневосточных игр (6): 1915, 1917, 1919, 1921, 1923, 1925